# 東京三菱銀行

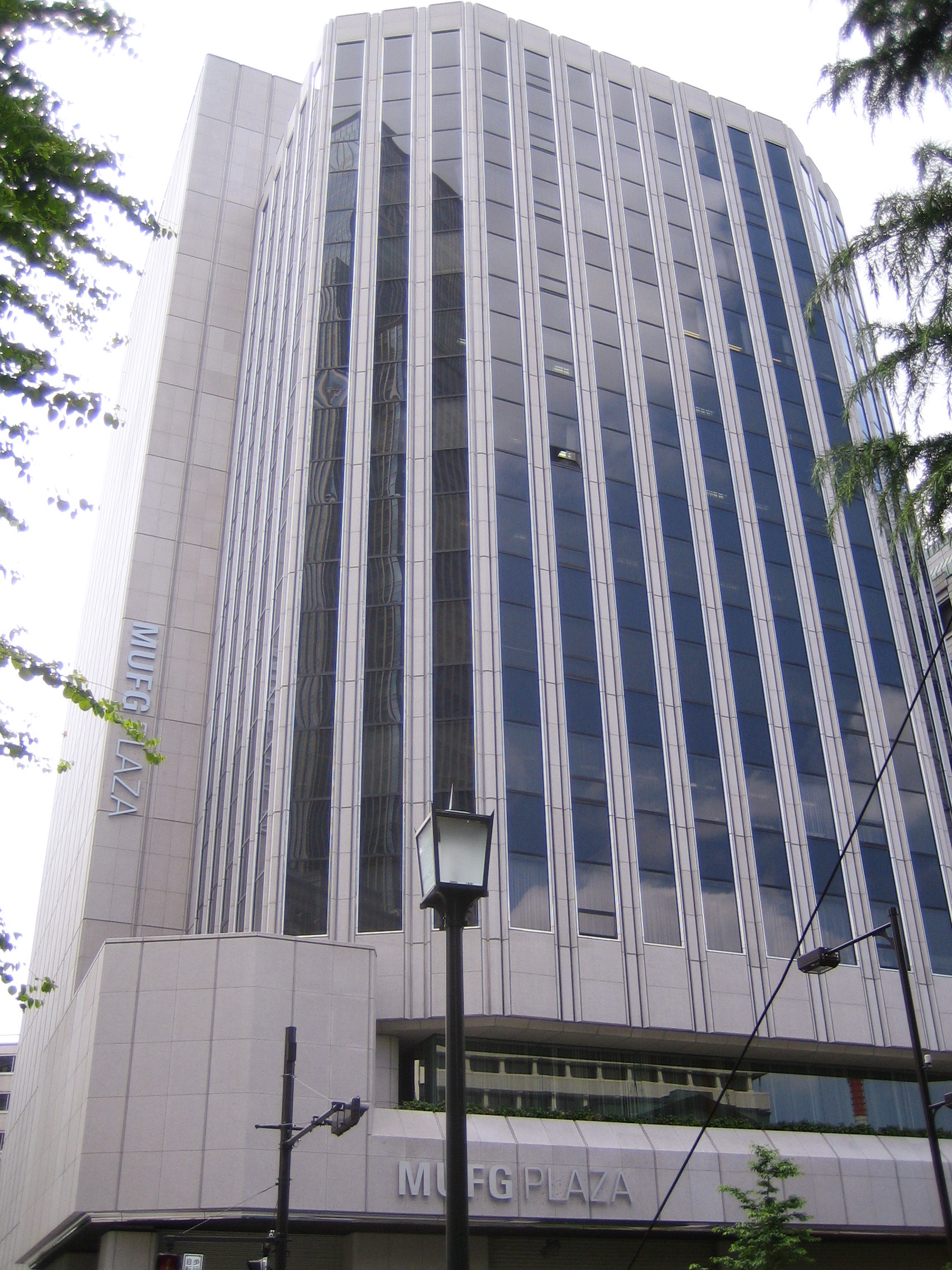
日本橋MUFGプラザ（旧：東京営業部、東京銀行本店）
現：三菱UFJ銀行日本橋支店・室町支店

株式会社東京三菱銀行（とうきょうみつびしぎんこう、英語: The Bank of Tokyo-Mitsubishi, Ltd.、略称：BTM）は、かつて存在した、東京都千代田区丸の内二丁目に本店を置いていた三菱UFJフィナンシャル・グループ（MUFG）傘下の都市銀行。2006年にUFJ銀行と合併して三菱東京UFJ銀行となり、2018年に行名を三菱UFJ銀行に改称した。

## 概要
1996年4月1日に三菱グループ（旧三菱財閥）の三菱銀行と、外国為替専門銀行の東京銀行が合併して誕生。存続会社は三菱銀行であり、金融機関番号（0005）や本店所在地（東京都千代田区丸の内）も三菱銀行と同じであるが、SWIFTコードは東京銀行を承継した。
三菱グループを中心とする安定した国内取引先と、旧東京銀行の海外拠点を持ち合わせ、融資に厳格であったことから不良債権比率は都市銀行のなかで最小であった。金融システム危機の際も大蔵省の経営関与に攻防し、その際に注入された公的資金を金融再生プログラム真っ只中の2003年1月に完済した。みずほFG・三井住友銀行などがメガバンク化によって膨れ上がった不良債権処理に追われる中、もっとも強い都市銀行であるという評価がなされることが多かった。その一方で、前身行の大口取引先である兼松や三菱自動車に対しては役員を送り込み、経営再建を支援している。
300余りの国内店舗のほとんどは、三菱銀行時代から東京都・神奈川県を中心とした首都圏に偏重していた（MTFG2001年ディスクロージャー誌）。リテール部門では1999年8月に開始した「東京三菱ダイレクト」による24時間対応の外貨預金・投資信託取引や、残高段階型スーパー普通預金をベースにした「メインバンク総合サービス」、当初からセブン銀行（アイワイバンク銀行）とイーネット両陣営への参入、7大疾病保障付き住宅ローン（ビッグ&セブン）、スーパーICカード発行など先見の明を見せたり、個人向けローン金利を他の都市銀行より低く設定していた。その一方でUFJ銀行との合併まで東京都心以外の多くのATMは平日19時・土休日17時までの稼働であったり、ジェイデビットやフラット35を扱わない（三菱東京UFJ銀行より取扱開始）など、やや旧態化した一面もあった。
2005年10月1日に三菱東京フィナンシャル・グループ（MTFG）とUFJホールディングス（UFJHD）が合併して誕生した三菱UFJフィナンシャル・グループ（MUFG）の傘下となった。当初、MTFGとUFJHDの合併に合わせてUFJ銀行と合併する予定であったが、みずほ銀行のシステムトラブルの実例から勘定系システム統合の体制を整える準備期間が必要と判断され延期となり、2006年1月1日付でUFJ銀行と合併し、三菱東京UFJ銀行（現在の三菱UFJ銀行）となった。

## 東京銀行との合併に伴う処置

### 拠点
旧三菱銀行と地理的に重複していた東京銀行（以下、東銀）の国内店舗・海外拠点は段階的に2004年頃までに旧三菱銀行側に吸収された（札幌は、旧東銀側が存続）一方、重複しない単独拠点（主に海外）についてはそのまま存続する形となっている。
旧東京銀行の本店営業部は「東京営業部」となり2004年11月に旧三菱銀行の本店あるいは日本橋支店に統合された。しかし、統合時に日本橋支店が元の東京営業部の建物に移転、MTFGプラザ（現：MUFGプラザ）として営業していた。なお、日本橋支店には、のちに旧UFJ銀行の室町支店及び日本橋中央支店が転入しブランチ・イン・ブランチとなっている。
現存する三菱UFJ銀行東京営業部は旧UFJ銀行東京営業部であるが、2013年に新丸の内支店（旧：東京銀行丸ノ内支店）とブランチ・イン・ブランチ化し、丸の内永楽ビルディングへ移転している。
東銀の国内店舗（場所）が三菱UFJ銀行にそのまま継承された例としては他に、札幌支店、成田空港支店、成田国際空港出張所、成田空港第2ビル出張所、新橋支店、渋谷明治通支店、新宿中央支店、横浜支店、関西空港出張所がある。現・三菱UFJ銀行大阪中央支店は旧三菱銀行大阪支店であるが、三菱東京UFJ銀行発足直後の2006年2月20日までは、東京銀行大阪支店（のちの大阪淀屋橋営業部）の場所で営業していた。その名残で2018年8月に大阪営業部が現在地に移転（建て替えのため、現在地から旧三菱銀行大阪支店所在地に仮移転していた）するまで、大阪淀屋橋営業部跡地にATMコーナーが設置されていた。また、山口県内では東銀の下関支店がシーモール内に存在していたが、地理的な関係から三菱店の徳山支店（周南市）ではなく隣接県の北九州支店（北九州市）へ統合されている。なお、後年になって札幌支店及び札幌中央支店（旧UFJ）は移転。渋谷明治通支店、新宿中央支店、成田空港支店及び成田空港第2ビル出張所については、近隣支店へのブランチ・イン・ブランチ化が行われている。

### 金融債
外国為替銀行として金融債を発行することが許された旧東京銀行の流れを引き継ぎ、合併より6年間特例として金融債の発行が認められ、「東京三菱銀行債券取扱店舗」（主に東京銀行店の承継店舗）で扱っていたが、2002年3月28日以降、新規の売出しを停止している。
- 割引東京三菱銀行債券「ワリトー」
- 利付東京三菱銀行債券「リットー」
- 利付東京三菱銀行債券「ハイジャンプ（利子一括払）」

三菱UFJ銀行となった現在も未換金の現物保有者が存在するため償還業務は継続している。

## 沿革
- 1996年（平成8年）

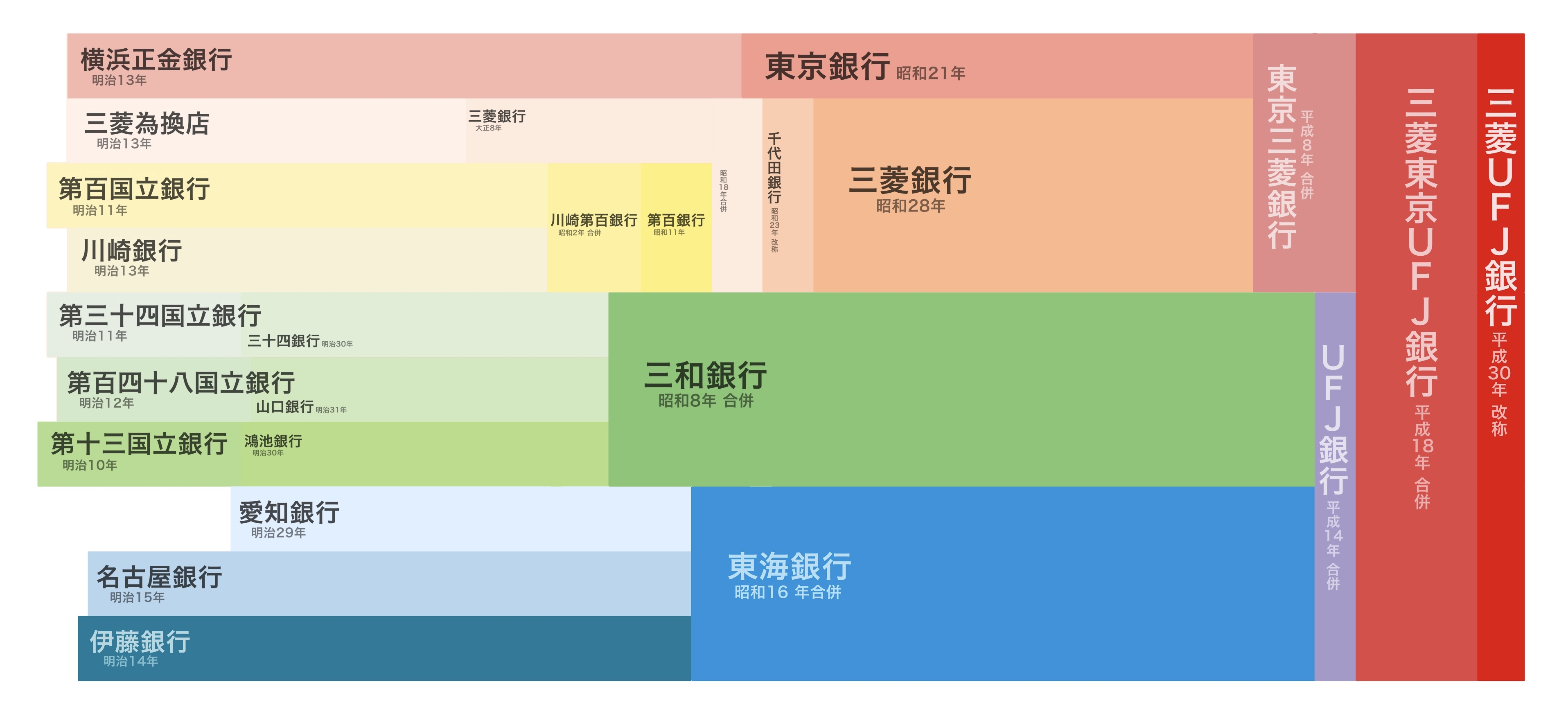
銀行合併の沿革

  - 4月1日 - 三菱銀行が東京銀行を吸収合併し、株式会社東京三菱銀行に商号変更。
  - 12月27日 - ホームページ開設。
- 1998年（平成10年） - きょうと情報カードシステム加盟店でのKISCデビットカードサービス開始（現在はジェイデビットへ移行済）。
- 1999年（平成11年）8月 - 東京三菱ダイレクト（現：三菱UFJダイレクト）開始。
- 2001年（平成13年）
  - 1月 - スーパー普通預金（メインバンク総合サービス）発売。
  - 4月 - 日本信託銀行・三菱信託銀行との株式移転により 三菱東京フィナンシャル・グループ (MTFG) を設立し、その完全子会社となる。
- 2001年（平成13年）
  - 8月 - アコム、三菱信託銀行、ディーシーカード及びジャックスと共同出資で東京三菱キャッシュワンを設立。
  - 9月 - 中部地方の親密地銀である十六銀行・百五銀行・愛知銀行と平日日中時間帯のATM利用手数料の無料化を開始。
- 2004年（平成13年）10月 - スーパーICカード 東京三菱VISA発売。
- 2005年 (平成17年) 10月1日 - 親会社が三菱UFJフィナンシャル・グループ（MUFG）へ商号変更。
- 2006年（平成18年）1月1日 - UFJ銀行を吸収合併し、株式会社三菱東京UFJ銀行に商号変更。

## 関係が親密な地方銀行
火曜会加盟行
- 常陽銀行
- 足利銀行
- 千葉銀行
- 八十二銀行
- 山梨中央銀行
- 静岡銀行
- 南都銀行
- 百五銀行

好日会加盟行

## 関係が親密な大口融資先
| - 旧 三菱財閥系列 - 三菱広報委員会メンバー - 富士紡績 - 小岩井農牧 - キリンホールディングス - 新東亜交易 - 丸の内よろず - 千歳興産 - 新日本石油（現:JXTGホールディングス） - 旧 島津財閥系列 - 島津製作所 - 日本電池 - 日本輸送機 - 旧 森村財閥系列 - ノリタケカンパニーリミテド（Noritake） - 日本碍子（日本ガイシ） - 日本特殊陶業 - TOTO - INAX（現:住生活グループ 子会社の LIXIL） | - その他親密先 - 伊勢丹 - 丸井グループ - ライフコーポレーション - ジャックス（2008年にMUFGの持分法適用会社化） - ローソン - 岡村製作所 - 戸田建設 - 勝村建設 - 竹中工務店 - 兼松 - アディダスジャパン - グンゼ - テルモ - ツムラ - 田辺製薬（後に三菱ケミカルHD入り） - 信越化学工業 - 小田急電鉄 - 東京急行電鉄 - JR東日本（みずほグループに次ぐ融資先） - 近畿日本鉄道 - 日本航空（みずほグループに次ぐ融資先） - オスカープロモーション - 旧 日興證券 - 本田技研工業 - パイオニア - 浜松ホトニクス - メモリーテック - 東京ガス（みずほグループに次ぐ融資先） - ジャレコ - 毎日新聞社（旧三和銀行とも親密） - 創価学会 |